# Route départementale 215 (Alpes-de-Haute-Provence)
Pour les articles homonymes, voir Route départementale 215.
La route départementale 215, abrégée en RD 215 ou D 215, est une des Routes des Alpes-de-Haute-Provence, qui relie Esparron-de-Verdon à Esparron-de-Verdon.

## Tracé de Esparron-de-Verdon à Esparron-de-Verdon
- Esparron-de-Verdon